# All Star Perche 2017
Navigation
Édition 2016 Édition 2018
La deuxième édition du meeting All Star Perche, compétition d'athlétisme en salle de saut à la perche; se déroulera le 5 février 2017 à Clermont-Ferrand, en France. Considérée comme la compétition la plus prestigieuse de saut à la perche au monde, la réunion accueille les meilleurs athlètes mondiaux de la discipline.
Renaud Lavillenie, créateur et organisateur du meeting, remettra sa victoire en jeu tandis que chez les femmes, Nikoléta Kiriakopoúlou n'a pas encore annoncé sa participation et Fabiana Murer ne reviendra pas, ayant pris sa retraite sportive en août 2016.

## Records du meeting
| Genre  | Performance | Athlète                              | Pays         | Date            |
| ------ | ----------- | ------------------------------------ | ------------ | --------------- |
| Hommes | 6,02 m      | Renaud Lavillenie                    | France       | 21 février 2016 |
| Femmes | 4,71 m      | Fabiana Murer Nikoléta Kiriakopoúlou | Brésil Grèce | 21 février 2016 |

## Compétition

### Déroulement
La compétition commence à 16 heures, heure locale. La Tchèque Jiřina Ptáčníková et son compatriote Michal Balner déclarent forfaits pour le concours.

### Résultats
| Rang              | Nom                    | Nationalité | 5.31 | 5.46 | 5.61 | 5.71 | 5.78 | 5.83 | 5.88 | 5.93 | 5.98 | 6.03 | 6.08 | Marque | Notes |
| ----------------- | ---------------------- | ----------- | ---- | ---- | ---- | ---- | ---- | ---- | ---- | ---- | ---- | ---- | ---- | ------ | ----- |
| Médaille d'or     | Shawnacy Barber        | Canada      | —    | xo   | o    | xxo  | o    | o    | xxx  |      |      |      |      | 5.83   | SB    |
| Médaille d'argent | Piotr Lisek            | Pologne     | —    | xo   | o    | o    | —    | xxx  |      |      |      |      |      | 5.71   |       |
| Médaille d'argent | Thiago Braz da Silva   | Brésil      | —    | xo   | —    | o    | —    | —    | xxx  |      |      |      |      | 5.71   |       |
| Médaille d'argent | Konstadínos Filippídis | Grèce       | —    | xo   | o    | o    | xxx  |      |      |      |      |      |      | 5.71   |       |
| 5                 | Paweł Wojciechowski    | Pologne     | —    | o    | o    | xo   | xxx  |      |      |      |      |      |      | 5.71   | SB    |
| 6                 | Renaud Lavillenie      | France      | —    | o    | o    | xxo  | xxx  |      |      |      |      |      |      | 5.71   | SB    |
| 7                 | Jan Kudlička           | Tchéquie    | o    | o    | xo   | xxo  | xxx  |      |      |      |      |      |      | 5.71   | SB    |
| 8                 | Kévin Menaldo          | France      | —    | —    | o    | xxx  |      |      |      |      |      |      |      | 5.61   |       |
| 9                 | Valentin Lavillenie    | France      | —    | o    | xxo  | xxx  |      |      |      |      |      |      |      | 5.61   | SB    |
| 10                | Stanley Joseph         | France      | o    | o    | xxx  |      |      |      |      |      |      |      |      | 5.46   |       |
| —                 | Raphael Holzdeppe      | Allemagne   | XR   |      |      |      |      |      |      |      |      |      |      | NM     |       |

| Rang               | Nom                 | Nationalité | 4.21 | 4.36 | 4.51 | 4.61 | 4.71 | 4.78 | 4.82 | Marque | Notes |
| ------------------ | ------------------- | ----------- | ---- | ---- | ---- | ---- | ---- | ---- | ---- | ------ | ----- |
| Médaille d'or      | Sandi Morris        | États-Unis  | —    | —    | o    | xo   | o    | —    | xxx  | 4.71   | =MR   |
| Médaille d'argent  | Ekateríni Stefanídi | Grèce       | —    | —    | o    | o    | xxx  |      |      | 4.61   |       |
| Médaille de bronze | Nicole Büchler      | Suisse      | —    | —    | xo   | xxo  | xxx  |      |      | 4.61   | SB    |
| 4                  | Romana Maláčová     | Tchéquie    | o    | o    | o    | xxx  |      |      |      | 4.51   | SB    |
| 5                  | Angelica Moser      | Suisse      | o    | o    | xxx  |      |      |      |      | 4.36   | SB    |
| 5                  | Marion Lotout       | France      | o    | o    | xxx  |      |      |      |      | 4.36   |       |
| 7                  | Katie Nageotte      | États-Unis  | xo   | o    | xxx  |      |      |      |      | 4.36   |       |
| 8                  | Lisa Gunnarsson     | Suède       | xo   | xo   | xxx  |      |      |      |      | 4.36   |       |